# Plitska
Plitska (szerbül: Плитска), falu Bosznia-Hercegovinában, a Bosanska Krajina keleti részén, Kotor-Varoš községben, a Szerb Köztársaságban. 

## Fekvése
A település Bosznia-Hercegovina északi részén, Banja Lukától légvonalban 25, közúton 42 km-re délkeletre, községközpontjától légvonalban 4, közúton 10 km-re keletre, az Uzlomac-hegység délnyugati szélén, 430-600 méteres magasságban található. 

## Népessége
| Nemzetiségi csoport | Népesség 1991 | Népesség 2013 |
| ------------------- | ------------- | ------------- |
| Szerb               | 0             | 0             |
| Bosnyák             | 7             | 0             |
| Horvát              | 655           | 7             |
| Jugoszláv           | 0             | 0             |
| Egyéb               | 1             | 0             |
| Összesen            | 663           | 7             |

## Története
A faluról a 16. századból találhatók az első adatok. A „Katolikusok a kotovarsko régióban” című könyvben az olvasható, hogy a 16. században a Bosanka jobb oldalán egy kápolna állt, amiről a mai helyiek közül is sokan tanúskodhatnak. A hely, ahol a kápolna állt, ma is Fratarska voda (vrilo) néven ismert. Azt a helyet, ahol akkoriban a kápolna volt, Kapelinának hívják, és a kataszteri könyvekben ma is ezen a néven szerepel, ami azt jelentené, hogy egykor a török kormányzás idején a kotori plébános is lakhatott ezen a helyen. Egyesek azt állítják, hogy innen és nem Cepkóból költözött Sokolinába a 18. század közepén. A feltételezések szerint egy ideig itt maradhatott, a török bántalmazás elől menekülve.A fent említett könyvben az áll, hogy 1815-ben Plitskának 16 háztartása és 113 lakosa volt. Ugyanebben az évben 7 ember halt meg a betegségben (pestisben).
A horvát katolikusok lakta település 1878-ig tartozott az Oszmán Birodalomhoz, ekkor a berlini kongresszus határozata alapján az Osztrák-Magyar Monarchia része lett. 1879-ben az első osztrák-magyar népszámlálás során a Banja Luka-i járáshoz tartozó településnek 26 háztartása és 185 római katolikus lakosa volt.  A monarchia szétesésével 1918-ban előbb a Szerb-Horvát-Szlovén Királyság, majd 1929-től a Jugoszláv Királyság része lett. Az 1929-es törvény értelmében, amikor Bosznia-Hercegovinát négy banovinára, Drinskára, Vrbaskára, Zetskára és Primorskára osztották, a település a Vrbaska banovina része lett, amelynek székhelye Banja Luka volt. Jugoszlávia megszállása után a Független Horvát Állam (NDH) része lett. A második világháború után 1992-ig a szocialista Jugoszlávia részeként a Bosznia-Hercegovinai Népköztársasághoz tartozott. A boszniai háború során 1992 októberében a szerb hadsereg kiűzte a teljes horvát lakosságot. Az üldözés alatt és után öt plitskai horvátot öltek meg. Az összes ház elpusztult és leégett, beleértve a vrbanjcai plébániához tartozó katolikus templomot is. A boszniai háborút lezáró daytoni békeszerződést követő területfelosztásnál Kotor-Varoš község részeként a Szerb Köztársaság területéhez került. 

## Nevezetességei
A faluban található a Szent Illés prófétának szentelt római katolikus templom, melyet a háború után újjáépítettek. Az Illésnapi zarándoklaton minden évben a világ minden tájáról innen kitelepített plitskai csoportok érkeznek Plitskára a temetőbe, hogy megüljék az ünnepet és találkozzanak rokonokkal, barátokkal és ismerősökkel.

## Fordítás
- Ez a szócikk részben vagy egészben  a   Plitska című horvát Wikipédia-szócikk ezen változatának fordításán alapul.  Az eredeti cikk szerkesztőit annak laptörténete sorolja fel. Ez a jelzés csupán a megfogalmazás eredetét és a szerzői jogokat jelzi, nem szolgál a cikkben szereplő információk forrásmegjelöléseként.